# Burg im Leimental
Burg im Leimental (gsw. Burg im Leimedal; fr. La Bourg) – gmina (niem. Einwohnergemeinde) w północnej Szwajcarii, w kantonie Bazylea-Okręg, w okręgu Laufen. 31 grudnia 2020 roku liczyła 280 mieszkańców. 